# Dos Pilas

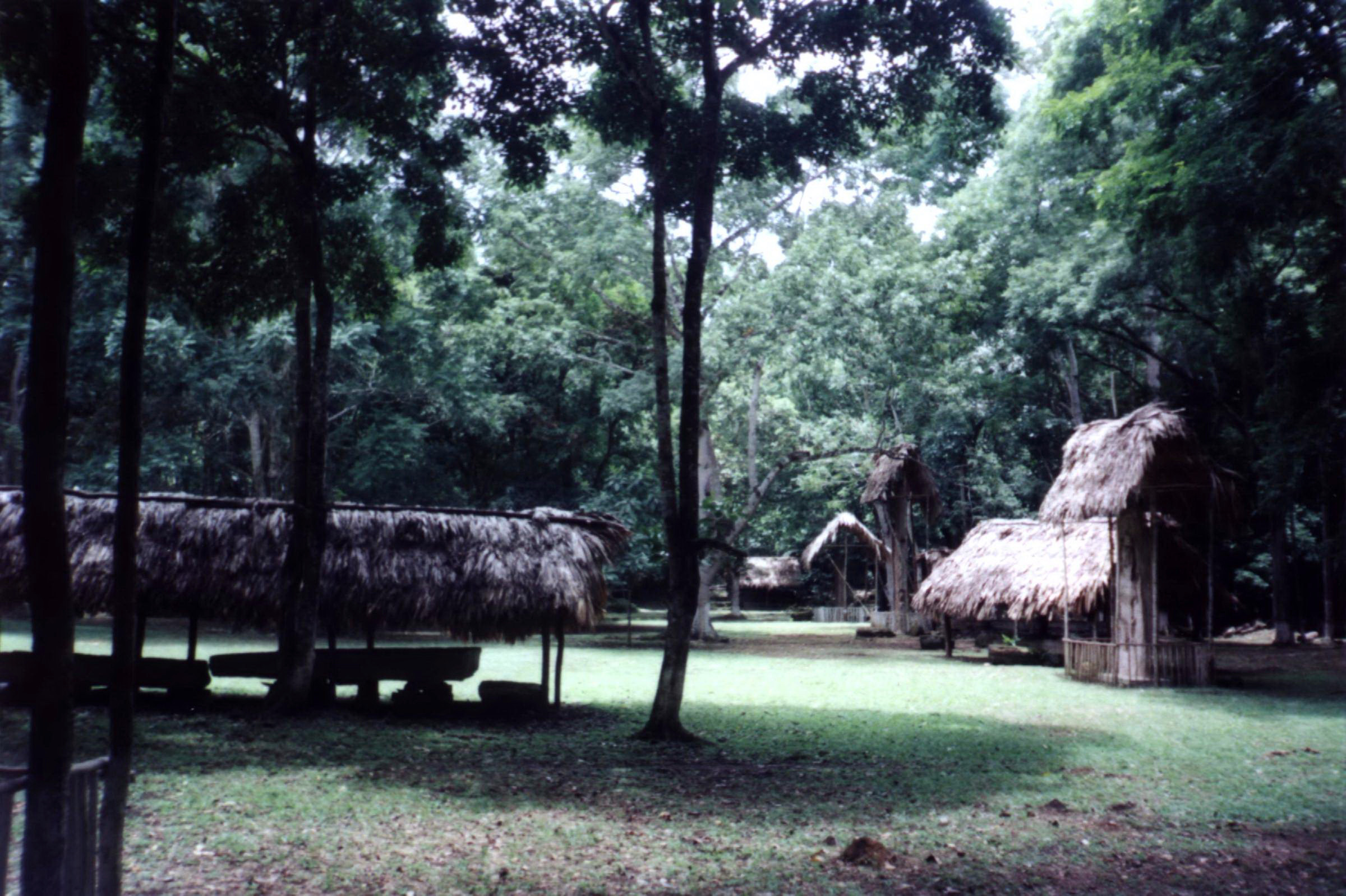
Centralny plac

Dos Pilas – prekolumbijskie stanowisko archeologiczne położone w departamencie Petén w środkowo-zachodniej Gwatemali, ok. 8 km na wschód od granicy z Meksykiem.

## Opis
Stanowisko położone jest między rzekami Salinas oraz Pasión w rejonie Petexbatún, którego nazwa wywodzi się od niewielkiego jeziora o tej samej nazwie.
Dos Pilas było średniej wielkości miastem. Budynki wzniesiono w układzie liniowym wzdłuż osi wschód-zachód, a najważniejsze struktury ulokowane były w trzech kompleksach w pobliżu wschodnich i zachodnich części miasta. Takie ułożenie było dość nietypowe w okresie klasycznym, ale podobne zastosowano w preklasycznych ośrodkach Nakbe i El Mirador.
Zbadana i zmapowana część miasta wynosi 0,7 km², ale archeolodzy oceniają, że teren jest dwa lub trzy razy większy.Łącznie odkryto 492 różne konstrukcje, włączając w to duże piramidy, jak i małe budynki mieszkalne. Niektóre konstrukcje zostały rozebrane, a materiał wykorzystany do budowy muru obronnego w czasie oblężenia miasta. Zachowały się też liczne stele, ołtarze, panele i hieroglificzne schody. Szacuje się, że w szczytowym okresie miasto liczyło około 10 000 mieszkańców.

## Historia

### Początki miasta
Początki osadnictwa na terenach Dos Pilas prawdopodobnie sięgają późnego okresu preklasycznego (300 r. p.n.e.–250 r. n.e.) o czym świadczą odnalezione pozostałości ceramiki. Na początku wczesnego okresu klasycznego region Petexbatún (gdzie leży Dos Pilas) był zdominowany przez królestwo Majów, którego głównymi ośrodkami były Tamarindito i Arroyo de Piedra.
Około 629 roku władca Tikál (prawdopodobnie Kinich Muwaan Jol II) założył Dos Pilas w celu kontrolowania szlaków handlowych w regionie Petexbatún. Tekst na schodach hieroglificznych z tzw. Struktury L5-49 wspomina, że władca umieścił na tronie swojego czteroletniego syna Bajlaj Chan K'awiila. Ponieważ wiele glifów jest nieczytelnych, mało jest informacji na temat jego wczesnego życia.

### Wojny z Tikál
W 648 roku władca Calakmul Yuknoom Ch’een II najechał i pokonał Dos Pilas. Mimo zwycięstwa pozostawił na tronie B’alaj Chan K’awiila i uczynił swoim wasalem. Zmusił go tym samym do walki przeciwko swojemu rodzinnemu miastu Tikál. Trwająca około dziesięciu lat wojna zakończyła się zwycięstwem Calakmul. Pokonany władca Tikál (przypuszczalnie brat B’alaj Chan K’awiila) wraz z członkami elit został zabrany do Dos Pilas i tam stracony przez Bajlaj Chan K'awiila.
W wyniku zwycięskich kampanii Dos Pilas stało się regionalną potęgą. Jednak ciągłe konflikty doprowadziły do stopniowej destabilizacji. To osłabienie wykorzystał władca Tikál Nuun Ujol Chaak i 672 roku zdobył Dos Pilas, zmuszając B’alaj Chan K’awiila do ucieczki. Pokonany władca udał się do niezidentyfikowanego miejsca o nazwie Chaak Naah, które rok później zostało zniszczone przez Nuun Ujol Chaaka. B’alaj Chan K’awiil zmuszony został do ponownej ucieczki i schronienia w Hix Witz. Walki zakończyły się wraz z interwencją Calakmul w 677 roku. Wówczas to Tikál zostało pokonane w bitwie pod Pulil, a B’alaj Chan K’awiil powrócił do Dos Pilas po pięcioletnim wygnaniu.
Dwa lata później wybuchły nowe walki, które zakończyły się zwycięstwem Dos Pilas, najprawdopodobniej dzięki wsparciu militarnemu Calakmul. Jednak żadna ze stron nie uzyskała ostatecznej przewagi. B’alaj Chan K’awiil postanowił umocnić swoją władzę dzięki sojuszom małżeńskim. Posiadał co najmniej dwie żony, z których jedna zwana Panią z Itzan, urodziła jego następcę Itzamnaaj K'awiila. Jeden ze znacznie uszkodzonych tekstów wspomina też imię Itzamnaaj Balama, choć na podstawie dostępnych materiałów badacze nie są w stanie określić, czy jest to imię kolejnego syna władcy (krótko panującego), czy część imienia królowej z Iztan.
W 695 roku doszło do klęski Calakmul i jego sojuszników oraz zmiany równowagi sił na korzyść Tikál. Zakończyła się w ten sposób tzw. druga wojna Tikál-Calakmul. Mniej więcej w tym czasie zmarł B’alaj Chan K’awiil, a jego następcą został Itzamnaaj K'awiil.
Pokój pod rządami nowego władcy nie trwał długo i już 705 roku doszło do kolejnych walk, w wyniku który Tikál został ponownie pokonany, a jego władca pojmany. Tekst ze Steli 1 mówi, że znaczny wkład w ten sukces miał Ucha’an K’in Bahlam, który później sam został władcą Dos Pilas. Zwycięstwo zapewniło miastu daninę oraz siłę roboczą co zaowocowało jego szybką rozbudową. Wtedy też Itzamnaaj K’awiil nakazał budowę kompleksu architektonicznego tzw. grupę El Duende skupioną wokół dużej świątyni ulokowanej na szczycie wzgórza na wschód od Grupy Głównej. Teksty opisują też zwycięstwa nad nieznanymi (prawdopodobnie pomniejszymi) wrogami, które miały miejsce w latach 717 i 721. Itzamnaaj K’awiil zmarł w 726 roku i został pochowany prawdopodobnie pod Strukturą 5-1.
W 727 roku odbyła się intronizacja Ucha'an K'in B'alama, prawdopodobnie jako regenta K’awiil Chan K’inicha, małoletniego syna i następcy Itzamnaaj K’awiila. Nowy władca postanowił w 735 roku zaatakować znacznie większe miasto Seibal położone nad rzeką Pasión. Odniósł zwycięstwo, a jego króla Yich'aaka B'alama pojmał, a następnie uczynił swoim wasalem. Mniej więcej w tym czasie (w wyniku bliżej nieznanych wydarzeń) pobliska Aguateca stała się bliźniaczą stolicą królestwa Dos Pilas, a stele zwycięstwa wzniesiono jednocześnie w obu miastach.
Stela z Aguateki wspomina również o śmierci Ucha'an K'in B'alama w 741 roku. Władzę po nim przejął K’awiil Chan K’inich, który w już 743 roku podjął działania przeciwko władcom Ahkul i El Chorro, a dwa lata później wyruszył na wojnę z odległymi miastami Yaxchilán nad rzeką Usumacinta i Motul de San José nad jeziorem Petén Itzá. Jednakże działania władcy mogły nie wynikać z chęci podbojów, lecz z chęci zabezpieczenia się przed sąsiadami chcącymi wystawić młodego króla na próbę.

### Upadek
Około 760 roku doszło do serii mało znanych wydarzeń, które obaliły rządy K’awiil Chan K’inicha, a miasto doprowadziły do upadku. Przypuszczalnie zbuntowane Tamarindito wraz ze swoimi sojusznikami najechało Dos Pilas i je zniszczyło, doprowadzając jednocześnie do destabilizacji cały region Petexbatún. Tekst ze schodów hieroglificznych odkrytych w Tamarindito wspomina o „wyjściu” władcy Dos Pilas, co jest odniesieniem do przymusowej ucieczki, choć niewykluczone, że został on schwytany i zabity. Nigdy potem nie jest nigdzie wzmiankowany.
Natomiast rodzina królewska przeniosła się do położonej zaledwie 10 km na południowy wschód Aguateki, która stała się nową stolicą królestwa. Pod koniec VIII wieku cały region Petexbatún został ogarnięty działaniami wojennymi, co w konsekwencji doprowadziło do opuszczenia prawie wszystkich osad dawnego królestwa Dos Pilas.
Na początku IX wieku niewielka grupa powróciła do miasta, gdzie wzniosła prowizoryczne mury obronne z kamieni ze zniszczonych świątyń i pałaców. Umocnienia okazały się jednak niewystarczające, gdyż miasto nie oparło się atakom i w konsekwencji zostało ostatecznie opuszczone.   

## Odkrycie i badania
Odkrycia Dos Pilas dokonało dwóch mieszkańców Sayaxché, José i Lisandro Flores w 1953 lub 1954 roku, choć prawdopodobnie ruiny były znane lokalnym mieszkańcom już wcześniej.
W 1954 roku wzmianka na jego temat pojawiła się w lokalnej gazecie.
W 1960 roku Pierre Ivanoff zorganizował pierwszą ekspedycję badawczą, a w 1973 r. opublikował książkę Monuments of Civilization: Maya, w której Dos Pilas (nazwane przez niego Dos Pozos) zostało opisane wraz z innymi ośrodkami Majów. W swojej publikacji twierdził też, że jest jego odkrywcą.
W połowie lat 70. brytyjski majanista Ian Graham rozpoczął dokumentację fotograficzną zabytków, a w 1977 roku odkrył kilka dobrze zachowanych i wcześniej nieopisanych steli w tzw. grupie El Duende.
Zakrojone na szerszą skalę wykopaliska w Dos Pilas (oraz niektórych innych miejscach Petexbatún) rozpoczęły się w 1989 roku pod kierownictwem amerykańskiego antropologa i archeologa Arthura A. Demaresta z Uniwersytetu Vanderbilta oraz Juana Antonio Valdésa z Universidad de San Carlos de Guatemala. Podczas pierwszych badań odkryto w pałacu królewskim schody hieroglificzne nr 4, a w 1991 roku odkopano grobowiec Władcy 2.

## Władcy
Znani władcy Dos Pilas:.
| Imię                 | Data panowania                   |
| -------------------- | -------------------------------- |
| B’alaj Chan K’awiil  | ok. 648–695                      |
| Itzamnaaj K'awiil    | 24 marca 698–22 października 726 |
| Ucha'an K'in B'alam  | 6 stycznia 727–28 maja 741       |
| K'awiil Chan K'inich | 23 czerwca 741–761               |